# انانداوادی
انانداوادی (به انگلیسی: Anandavadi) یک منطقهٔ مسکونی در هند است که در تامیل نادو واقع شده‌است.

## خصوصیات
انانداوادی ۳٬۸۵۴ نفر جمعیت دارد.